# فرلا
فرلا (به ایتالیایی: Ferla) یک کومونه در ایتالیا است که در استان سیراکوز واقع شده‌است.

## خصوصیات
فرلا ۲۴٫۷۷ کیلومترمربع مساحت و ۲٬۶۵۹ نفر جمعیت دارد و ۵۵۶ متر بالاتر از سطح دریا واقع شده‌است.